# Downing Park
Downing Park är en park i Kanada.   Den ligger i provinsen British Columbia, i den sydvästra delen av landet, 3 400 km väster om huvudstaden Ottawa. Downing Park ligger 1 115 meter över havet. Den ligger vid sjön Kelly Lake.
Terrängen runt Downing Park är varierad. Trakten runt Downing Park är nära nog obefolkad, med mindre än två invånare per kvadratkilometer.. Närmaste större samhälle är Clinton, 16,8 km nordost om Downing Park.
I omgivningarna runt Downing Park växer i huvudsak barrskog.